# Matteo Messori
Matteo Messori (né le 23 avril 1976 à Bologne, Italie) est un renommé joueur de clavier, chef d'orchestre, musicologue, compositeur et enseignant italien. Il joue sur instruments d'époque, y compris le clavecin, l'orgue, le clavicorde et le piano-pédalier. Il a fondé l'ensemble de musique ancienne Cappella Augustana.

## Biographie
Matteo Messori est né à Bologne où il a initialmente étudié le piano (avec l'élève de Arturo Benedetti Michelangeli Franca Fogli) et ensuite l'orgue et le contrepoint (avec Umberto Pineschi), obtenant ses diplômes avec félicitations. Il a étudié le clavecin avec Sergio Vartolo aux conservatoires de Mantoue et Venise, obtenant les félicitations. Il a également étudié la musicologie à l'Université de Bologne.
De 1990, il a commencé à travailler en tant que joueur de continuo avec l'ensemble « I Filomusi ». Dans le même temps, il a entrepris une carrière de soliste en Europe et en Amérique. En 1998, il remporte le Premier Prix du Concours National de Clavecin "Gianni Gambi" à Pesaro. Il a également remporté d'autres prix, y compris la Medaglia Campiani à Mantoue.
En 2000, il a fondé un ensemble de musique ancienne Cappella Augustana avec lequel il a enregistré les œuvres complètes de Heinrich Schütz pour le label néerlandais Brilliant Classics. La discographie de Messori comprend également plusieurs œuvres de Johann Sebastian Bach: la troisième partie de Clavierübung, les Chorals Schübler, huit préludes et fugues, les Variations canoniques, Die Kunst der Fuge et L'Offrande musicale (avec son ensemble Cappella Augustana). Il a également effectué le premier enregistrement de la musique sacrée composée par Vincenzo Albrici, qui était maître de chapelle à Dresde et organiste à la Thomaskirche à Leipzig,
Outre son travail avec l'ensemble Cappella Augustana, il est fréquemment demandé comme organiste, claveciniste et chef d'orchestre invité.
En 2010, son étude sur le « clavecin 16' avec clavecin à pédalier » construit par Zacharias Hildebrandt pour le Collegium Musicum de Leipzig a été publié dans le Bach-Jahrbuch.
Il enseigne l'orgue et la composition pour orgue au Conservatoire de Gênes et le clavecin au Conservatoire de Bergame.

## Discographie sélective
- Johann Sebastian Bach - Schübler Chorales, 8 Preludes and Fugues 2 CD (Brilliant Classics, 94380). 2011
- Johann Sebastian Bach - Die Kunst der Fuge, Musikalisches Opfer, Einige canonische Veraenderungen 3 CD (Brilliant Classics, 94061). 2010
- Johann Sebastian Bach - Dritter Theil der Clavierübung 2 SuperAudio CD (Brilliant Classics, 92769). 2008
- Heinrich Schütz Edition Vol. 4 5 CD (Brilliant Classics, 93972). Avec la Cappella Augustana. 2008
- Heinrich Schütz Edition Vol. 3 4 CD (Brilliant Classics, 92795). Avec la Cappella Augustana. 2005
- Heinrich Schütz Edition Vol. 2 5 CD (Brilliant Classics, 92440). Avec la Cappella Augustana. 2004
- Heinrich Schütz Edition Vol. 1 5 CD (Brilliant Classics, 92196). Avec la Cappella Augustana. 2003
- Heinrich Schütz - Symphoniae sacrae SuperAudio CD (Brilliant Classics, 92196). Avec la Cappella Augustana. 2004
- Vincenzo Albrici - Concerti sacri (Mvsica Rediviva, MRCD008). Avec la Cappella Augustana. 2002
- Love - Simone Kermes et La Magnifica Comunità (Sony International). Clavecin, orgue, arrangeur.

## Source
- (en) Cet article est partiellement ou en totalité issu de l’article de Wikipédia en anglais intitulé « Matteo Messori » (voir la liste des auteurs).